# Siège de Verneuil (1173)
Pour les articles homonymes, voir Bataille de Verneuil.
Révolte de 1173-1174
Le siège de Verneuil dans le Perche en 1173, opposa Louis VII de France dit Le Jeune à Henri II d'Angleterre lors de la Révolte de 1173-1174.

## Historique
Le 23 juin 1173, soutenant les révoltés, Louis VII de France, ayant déclaré la guerre à Henri II d'Angleterre, vint mettre le siège devant Verneuil qui était alors une place très considérable dans le Perche. Outre le château, il y avait trois espèces de villes fermées chacune d'un mur haut et entourées d'un fossé plein d'eau. La plus grande, appelée Grand Bourg, après un mois de siège, résistait toujours, mais commençait à manquer de vivres. La ville promit au roi de France de se rendre et de capituler si dans les trois jours elle n'était pas secourue.
Mais la ville fut dupe de sa bonne foi, car ayant ouvert ses portes au roi de France, loin de lui rendre les otages qu'elle avait donnés, les troupes françaises se saisirent des principaux citoyens qui furent jetés en prison. Verneuil fut livré au pillage et incendiée. Le roi de France Louis VII ne garda pas longtemps sa conquête, le roi d'Angleterre Henri II l'obligeant à l'abandonner quelques jours après.